# Ten Square Games
Ten Square Games ist ein polnischer Spieleentwickler mit Sitz in Breslau. Das Unternehmen entwickelt 3D-Simulationsspiele, die den Spieler verschiedene Outdoor-Erlebnisse auf mobilen Geräten nachspielen lassen, wie Angeln oder Jagen.
Seit 2011 hat es mehr als 200 Spiele veröffentlicht, darunter Let's Fish, Fishing Clash, Wild Hunt und  Hunting Clash. Die Aktie des Unternehmens wird an der Warschauer Wertpapierbörse gehandelt und ist sowohl in deren Leitindex WIG30 als auch im Nebenwerteindex mWIG40 gelistet.

## Geschichte
Der Name bezieht sich auf eine zehn Quadratmeter große Wohnung, in der das Unternehmen 2011 von Maciej Popowicz und Arkadiusz Pernal gegründet wurde. Im Jahre 2012 wurde das Spiel Let’s Fish entwickelt. Im Jahr 2014 wurde beschlossen, die Produktion von Browsergames einzustellen und sich nur auf mobile Spiele zu konzentrieren. 2016 begann Ten Square Games, Einnahmen zu erzielen. 2018 wurden die Aktien des Unternehmens an der Warschauer Börse notiert. 2019 wurde das Spiel Hunting Clash auf den Markt gebracht. 2020 wurde ein neues Studio in Warschau eröffnet. Drei neue Spiele wurden eingeführt: Wild Hunt, Solitales und Flip This House. 2021 wurden zwei neue Studios in Berlin und Bukarest eröffnet und Rortos Studio in Verona übernommen, das sich auf mobile Flugsimulatoren spezialisiert hat.

## Spiele
Das Spiel Let's Fish wurde 2012 für den Desktop und 2014 für mobile Geräte veröffentlicht. Das Spiel ermöglicht es den Spielern, zu mehr als 40 realistischen Orten auf der ganzen Welt zu reisen. Zweck des Spiels ist es, den größten Fisch aus zahlreichen Arten zu fangen. Dabei kann man mit anderen Spielern konkurrieren und sogar an verschiedenen Turnieren und Weltmeisterschaften teilnehmen.
Im Jahr 2017 veröffentlichte das Unternehmen Fishing Clash, das zu seinem meistverkauften Spiel geworden ist. Es ist eine Kombination aus einem Angelsimulator sowie Outdoor- und Sportspielen. Die Spieler an verschiedenen Orte verschiedene Fischarten fangen und Punkte sammeln, um ein „Fischspielkönig“ zu werden.
Im Jahr 2020 brachte das Unternehmen Wild Hunt auf den Markt, ein Action-Shooter-Spiel, mit dem Spieler zu realistischen Jagdorten auf allen Kontinenten reisen und Tiere jagen können.